# 聖書協会
聖書協会 (せいしょきょうかい、英語: Bible Society) は、（たいていは超教派的な）非営利組織であり、聖書の翻訳・出版をして手ごろな値段で頒布するために設立されている。聖書協会の聖書は伝統的に本文以外には注釈も解説もつかなかったが、最近はこの原則が緩められており、特定教派に偏らない訳注と異訳と元テキストの異同などが付いている。

## 聖書協会の歴史
多くのプロテスタントは「聖書のみ」という原則を共有し、聖書の無料あるいは安価な配布は福音主義の重要な点であると信じており、それが聖書協会の活動を支えてきた。
聖書協会の歴史は1804年に設立された英国外国聖書協会 (British & Foreign Bible Society) に遡る。それはウェールズのウェールズ語話者のキリスト教徒に提供する安価な聖書の不足問題と取り組むグループであった。
プロテスタント系とはされているが、英国外国聖書協会は初期の頃からエキュメニズムを指向しており、カトリックやユニテリアンのようなグループも抱え込んで1813年からは外典も含めるようになっていた。この寛容なエキュメニズムへの反動として、トリニテリアンの教義とプロテスタントの正典に厳格に従おうとする人々のためにトリニテリアン聖書協会が1831年に設立されている。しかしカトリック教会は、1960年代の第2バチカン公会議までは滅多に公式な翻訳作業には加わろうとはしなかった。 
英国外国聖書協会はその後、活動をイングランドやインド、そしてヨーロッパとその周辺へ広げていく。支社が世界中に設立されて、それらは後に独自の聖書協会となっていくのである。今日では聖書協会世界連盟 (United Bible Societies) がそれらの個別の聖書協会を束ねており、それぞれの聖書協会はその土地の全ての教会の要請に従ってその土地の聖書を翻訳して印刷して安価に提供する超教派のネットワークとして活動している。現在、聖書協会はプロテスタント、カトリック、正教会の正典、エキュメニズム訳、あるいは共同訳に従って聖書を印刷し、他のキリスト教系出版社と共同して出版している。聖書翻訳も今ではエキュメニズムが基本である。
アメリカ合衆国において、聖書協会は19世紀前半に隆盛をきわめる。米国聖書協会に加えて各州や地域で多くの聖書協会が南北戦争に先立って設立され、今日まで生き延びて、聖書やその他の印刷物を刑務所や病院や避難所に配布している。それらの地方協会のほとんどはNational Association of State and Regional Bible Societiesに加盟している。アメリカ合衆国で最も古い聖書協会はペンシルベニア聖書協会であり、1808年に設立されている。こうした活動は西へと広がり、シカゴ市が設立したわずか3年後の1840年にはシカゴ聖書協会が設立されている。

### カトリックと聖書協会
カトリック教会の伝統的な教えに依ることなく、聖書を正しく解釈することはできない、とカトリック教会は信じてきた。
「神のことばを権威をもって正しく解釈する任務は、教会の教導権、すなわち、教皇と教皇に結ばれた司教にのみゆだねられています。」
（『カトリック教会のカテキズム』カトリック中央協議会、2002年、第1部第2章第3項#100）
聖書共同訳を正式に認めた第2バチカン公会議以前は、カトリック教会はカトリックの正しい注釈の付かない、カトリックによって編集されていない現地語訳には懐疑的だったのである。歴史的に見ると、カトリック司教による聖書翻訳反対が強かったのはラテン・アメリカとケベック州だった。1824年の Ubi Primum にみられるように、ローマ教皇レオ12世は聖書協会の事業を非難している。
「聖書協会は教父たちの伝統を否定し、聖書を普通の言葉へ翻訳もしくは誤翻訳させている。」
「聖書を普通の言葉に翻訳することを認めれば、人間の軽率さを鑑みて益より害をなすであろうと恐れるに足りる十分な根拠はある。」
ローマ教皇ピウス9世は1846年のQui Pluribusでこの前任者の理論を繰り返し、拡張した。カトリック版の聖書協会としてはSocietà di San Geronimoという組織があり、福音書をカトリック流にイタリア語翻訳して配布した。
共同訳が進展するようになってからは、カトリック、プロテスタントと正教会の共同作業の中で聖書協会に対する敬意は払われるようになっている。現在、多くの聖書協会は何種類かの聖書を出版しているが、その中にはカトリック公認の（カトリック正典すべてを含んだ）翻訳も含まれている。

## 聖書協会世界連盟
聖書協会世界連盟 (UBS; United Bible Societies)とは、1946年5月9日にイギリスのヘイワーズ・ヒースに集まった13の聖書協会に端を発する、聖書協会運動の推進機関であり、聖書協会の交わりの場である。
当初、本部はロンドンにあった。現在の連盟長はマイケル・ペロー。国際聖書業会議は協力団体。
2013年末現在、146の聖書協会が加盟し、200以上の国や地域で活動。スローガンは、「この世の命－神のことば」
。2017年から2022年までの標語は『神のことば－すべての人の生ける希望』。

### 各国聖書協会
各国の聖書協会としては以下のものが含まれている。
網羅的な一覧は聖書協会世界連盟のウェブサイトを参照。 
- 英国外国聖書協会 (1804年)[15]
- スコットランド聖書協会 (1809年)[16]
- インド聖書協会 (1811年)
- アメリカ聖書協会 (1816年)[17]
- オーストラリア聖書協会 (1817年)[18]
- ニューサウスウェールズ聖書協会 (1817年)
- コロンビア聖書協会 (1825年)[19]
- ニュージーランド聖書協会 (1846年)[20]
- カナダ聖書協会[21] (1904年)
- ドイツ聖書協会 (1948年)
- 南アフリカ聖書協会[22]
- ウクライナ聖書協会
- ロシア聖書協会
- 日本聖書協会[23]
- ハンガリー聖書協会
- フィリピン聖書協会
- オランダ聖書協会[24]
- スロヴェニア聖書協会[25]
- ギリシャ聖書協会
- インドネシア聖書協会[26]
- ペンシルベニア聖書協会 (1808年) [3]
- フランス聖書協会[27]
- ベネズエラ国際聖書協会連盟[28]

### 目録番号
聖書協会世界連盟では、日本聖書協会の『新共同訳 中型引照つき聖書 旧約続編つき』であればNIO44DCのように、頒布する聖書それぞれに種類にしたがって目録番号を付番する慣例がある。おおむね次の通り。
1. まず訳名をアルファベットで先頭に示す。新共同訳聖書であればNI、口語訳聖書であればJC、文語訳聖書であればJLであり、ほか各国語がある。
2. 引照つきであればさらにO(オウ)を追加する。
3. さらに旧新約そろった聖書であれば続けて2桁の数字を続け、旧約聖書であれば100位が1である3桁の数字、新約聖書であれば100位が2、新約聖書詩篇(新共同訳では編)つきであれば3の、3桁の数字を続ける。
4. 10位は文字サイズで、文字が大きくなるほどこの値も大きくなる。5ポイントは10位が1、6ポイントは3、7ポイントは4、8〜9ポイントは5、10ポイントは6、13ポイントや13.5ポイントなどは9である。
5. 1位の数字は装幀などの素材を表し、紙装は0、クロス装は3、ビニールクロス装は4、合成皮革装は5、革装は8、折革装は9である。
6. さらにアルファベットを続けることができ、Cはコンコルダンスつき、Dは分冊、DCは旧約続編つき、DIはダイグロットバイブルなどの二ヶ国語対照、Hはハンディ版、HVはハーフボリューム、Lは読むためのガイドつき(口語訳のそれは日本キリスト教協議会教育部編集、新共同訳の付録については表示そのものがない)、Pは絵または写真入り(聖画入りなど)、Sは折革装、Qは贈呈ページつきまたは特別上装、TIはサムインデックスつき、Vはビニールまたはプラスチック表紙、Wは白表紙、WMは余白つき、Zはジッパーつきである。
7. さらにまた、ハイフンに続けて色の頭文字などをつけることもある。

### 学術誌
The Bible Translator(聖書訳者の意)誌は1950年の創刊以来、聖書翻訳の理論と実践ひと筋に取り組んできた聖書協会世界連盟の学術誌であり、論文の掲載には査読の通過が必要である。理論については1月と7月に、実践については4月と10月に、それぞれ扱われる。

### 非加盟
聖書協会世界連盟非加盟の聖書協会としては、以下のものがある。
- ビブリカ（旧称：国際聖書協会〈International Bible Society〉） (1809年)
- トリニテリアン聖書協会（英語版） (1831年) [1]
- Pioneers Bible Translators (1970年) [30]
- Sociedad Bíblica Chilena (1972年) [31]
- The Watch Tower Bible and Tract Society of Pennsylvania (1884年)
- 国際ギデオン協会 (1899年、翻訳は行わずホテルやモーテルに配布している)